# SIGNAL.MD
SIGNAL.MD(주식회사 시그널 엠디, 일본어: 株式会社シグナル・エムディ 가부시키가이샤 시구나루 에무디[*], 영어: SIGNAL.MD,Inc.)는 일본의 애니메이션 제작사다.

## 역사
"IG 포트 그룹에서 디지털화 흐름을 가속시켜 나갈 필요가 있다."라는 생각이나 "디지털 작화 중심으로 제작한다." 등의 목적을 가지고 2014년 10월에 IG 포트의 자회사로 설립되었다.
초대 대표 이사 사장은 Production I.G에서 이사, 기획실 담당, 기획실 실장, 《xxx홀릭》, 《신령사냥/고스트 하운드》 등의 프로듀서를 맡은 모리시타 카츠지가 맡았다. 2번째 대표 이사 사장은 동사의 이사였던 치노 타카토시가 맡고 있다.

## 작품

### TV 애니메이션
- 탐정팀 KZ 사건노트 (2015년)
- 아톰 더 비기닝 (2017년)
- 이 게임 폐인이 사는 법 (2017년)
- 계속 달리길 잘했다고 (2018년)
- 하나캇파 (2019년)
- MARS RED (2021년)
- 드래곤, 집을 사다. (2021년)
- 플래티넘 엔드 (2021년)
- 불 사냥의 왕 (2023년)
- 인연의 알레르 (2023년)
- 신카리온 체인지 더 월드 (2024년)
- 별 내리는 왕국의 니나 (2024년)

### 극장 애니메이션
- 컬러풀 닌자 이로마키 (2016년)
- CYBORG009 CALL OF JUSTICE (2016년)
- 낮잠공주: 모르는 나의 이야기 (2017년)
- 프리크리 오르티나 (2018년)
- 버스데이 원더랜드 (2019년)
- 너에게만 인기 있고 싶어 (2019년)
- 극장판 Fate/Grand Order -신성원탁영역 카멜롯- Wandering; Agateram (2020년)
- 사이다처럼 말이 톡톡 솟아올라 (2021년)
- 디모: 벚꽃의 소리 (2022년)

### OVA
- 유라기장의 유우나씨 (2020년)[5]